# إدي أوقست شنايدر
إدي أوقست شنايدر (بالإنجليزية: Eddie August Schneider)‏ هو طيار أمريكي، ولد في 20 أكتوبر 1911 في مانهاتن في الولايات المتحدة، وتوفي في 23 ديسمبر 1940 في بروكلين في الولايات المتحدة بسبب حوادث الطيران.